# Diseñando tu amor
Diseñando tu amor é uma telenovela mexicana produzida por Pedro Ortiz de Pinedo para a Televisa e exibida pelo Las Estrellas de 26 de abril a 8 de outubro de 2021, substituindo Quererlo todo e sendo substituída por Contigo sí.
É uma adaptação da premiada novela portuguesa Meu Amor de 2009, original de António Barreira, adaptada por Guillermo Quezada, José Enrique Jiménez, Oscar Ortíz de Pinedo e Gabriel Rojas.
É protagonizada por Gala Montes e Juan Diego Covarrubias, co-protagonizada por Ana Belena e Osvaldo de León; antagonizada por Martha Julia, Ale Müller, Frances Ondiviela, Chris Pazcal, Armando Araiza e Adrián Di Monte; com atuações dos primeiros atores Sergio Goyri, María Sorté, Norma Herrera e José Elías Moreno; e participações especiais de Omar Germenos, Adalberto Parra e Marco Muñóz.

## Enredo
A trama segue a vida de um casal que vão lutar pelo amor, estando cercados de pessoas que não os amam.
A história inicia na cidade de Querétaro no México, onde Valentina Fuentes e a irmã Nora Fuentes residem com o pai, e trabalham na fazenda do rígido Armando Manrique de Castro. Seu filho Ricardo, possui um relacionamento secreto com Valentina, pois é ciente que o pai não permitirá o envolvimento com uma empregada.
Paralelo a isso, Claudio Barrios visita Armando para cobrar-lhe um empréstimo que o deve, e tem seu primeiro encontro com Valentina. através de troca de olhares.
Ricardo está desviando dinheiro da propriedade do pai, transferindo altas quantias para a conta de Valentina. Após descobrir que só pode fazer uso do dinheiro com a presença de Valentina, Ricardo a convida para fugir do povoado com a motivação que somente assim poderão viver o amor em liberdade. No entanto, Nora acaba revelando a trama da fuga a Patricia, irmã de Ricardo, que confessa tudo ao pai. Então este impede a fuga do dois e, expulsa Valentina e Nora da propriedade.
As irmãs vão buscar apoio na Cidade do México, já que neste momento o pai está a embarcar em uma viagem a mando de Armando. Durante a viagem, há uma turbulência. Já na cidade, Valentina se sente mal e em seguida vê uma miragem de seu pai.

## Elenco
- Gala Montes - Valentina Fuentes Barrios / Valentina Vargas Barrios
- Juan Diego Covarrubias - Claudio Barrios Correa
- Sergio Goyri - Guillermo Vargas Mota
- Ana Belena - Helena Vargas Reyna
- Osvaldo de León - Héctor Casanova Morales
- María Sorté - Consuelo Morales
- Martha Julia - Patricia "Paty" Manrique De Castro de Vargas
- Norma Herrera - Adelaida Vargas Villaponte
- Ale Müller - Nora Fuentes Barrios
- Omar Germenos - Alfonso Vargas Reyna
- Frances Ondiviela - Yolanda Pratas
- Chris Pazcal - Ricardo Manrique De Castro
- Armando Araiza - Enrique Avilés Ortega
- Adrián Di Monte - Leonardo Casanova Morales
- Adalberto Parra - Juan Fuentes
- Mariluz Bermúdez - Rosa María Ponce Jiménez
- Marco Muñóz - Armando Manrique De Castro
- Daniela Álvarez - María José "Majo" Arriaga / Judith Arriaga / Ferrer Martínez
- Ana Lorena Elorduy - Camila Casanova Morales
- Alejandra Jurado - Madre Superiora
- Archie Lanfranco - Ernesto
- Talia Rivera - Luna
- Raúl Orvañanos - Uriel
- Isabela Vázquez - Mina Casanova
- José Elías Moreno - Horacio Barrios
- José Manuel Lechuga - David James
- Natalia Madera - Beba
- Bibelot Mansur - Samara
- Emmanuel Torres - Chango
- Alfonso Escobedo - Bicho
- Diego Arancivia - El Cachas
- Carlos Meza - Mosquito
- Sergio Arturo Ruiz - El Perro
- Moisés Peñaloza - Brochas
- Carlos Miguel - Regino
- Manrique Ferrer - Cibernético
- Thabata González - Lucía "Lucha"
- Marcos Neta - Arcadio
- Flora Fernández - Mechita
- Tabata Campos - Lizia
- Rosita Bouchot - Leoparda
- Emilia Carranza - Doña Emma
- Danielle Dithurbide - Ela mesma
- Macarena Oz - Helena Vargas Reyna (Joven)

## Audiência
| Horário             | # Eps. | Estreia             | Estreia           | Final                 | Final           | Posição | Temporada | Classificação geral |
| Horário             | # Eps. | Data                | Primeiro capítulo | Data                  | Último capítulo | Posição | Temporada | Classificação geral |
| ------------------- | ------ | ------------------- | ----------------- | --------------------- | --------------- | ------- | --------- | ------------------- |
| Segunda—Sexta 16h30 | 120    | 26 de abril de 2021 | 2.37              | 08 de Outubro de 2021 | 3.2             | #1      | 2021      | 2.22                |

A telenovela estreou como o programa espanhol mais assistido no horário de sua exibição, e também como o segundo programa espanhol mais assistido do horário nobre.
Em seu primeiro capítulo a trama foi vista por 2.37 milhões de espectadores.. Em seu segundo capítulo voltou a subir e foi vista por 2.59 milhões de espectadores  Bateu seu recorde negativo no dia 26 de julho quando foi vista  1.85 milhões de espectadores, antes desse recorde negativo a trama já tinha registrado seu recorde negativo no dia 19 de julho.
Entrando em sua reta final, a trama bateu recorde nos dias 21, 22 e 29 de setembro, quando foi vista por 2.6 milhões de espectadores .
Em seu antepenúltimo capítulo, a trama bateu seu recorde e foi vista por 2.85 milhões de espectadores, sendo a atração mais vista em seu horário .
Seu penúltimo capítulo, exibido no dia 07 de outubro, a trama foi vista por 2.7 milhões de espectadores .
Bateu recorde em seu último capítulo, quando foi vista por 3.2 milhões de espectadores . No seu último capítulo, a trama registrou mais audiência que o último capítulo de sua antecessora Quererlo todo.